# Val-d'Or Airport
Val-d'Or Airport (franska: Aéroport de Val-d'Or) är en flygplats i Kanada.   Den ligger i regionen Abitibi-Témiscamingue och provinsen Québec, i den sydöstra delen av landet, 300 km nordväst om huvudstaden Ottawa. Val-d'Or Airport ligger 337 meter över havet.
Terrängen runt Val-d'Or Airport är platt. Närmaste större samhälle är Val-d'Or, 5,0 km norr om Val-d'Or Airport.
I omgivningarna runt Val-d'Or Airport växer i huvudsak blandskog. Runt Val-d'Or Airport är det glesbefolkat, med 18 invånare per kvadratkilometer.